# Synagoge (Neunkirchen, Niederösterreich)
Die Synagoge Neunkirchen war eine Synagoge in der niederösterreichischen Bezirkshauptstadt Neunkirchen. Die Synagoge wurde 1883 in der heutigen Rohrbacherstraße (Ecke Hohewandstraße) errichtet und 1984 abgerissen.

## Geschichte
In Neunkirchen befand sich bereits im Mittelalter eine jüdische Gemeinde, die jedoch am Ende des 15. Jahrhunderts aufgelöst wurde. In der Folge wurde auch die erste Neunkirchner Synagoge zu einer Kirche zweckentfremdet. Nachdem sich im 19. Jahrhundert erneut eine jüdische Gemeinde gebildet hatte, diente der jüdischen Gemeinde von Neunkirchen Anfang der 1880er Jahre ein Betraum im „Brückl-Wirt“ als Versammlungsraum. Durch das Anwachsen der jüdischen Gemeinde entstand der Wunsch innerhalb der Gemeinschaft, eine repräsentative Synagoge errichten zu lassen. Zudem strengten die Behörden auf Grund der Feuergefahr die Schließung des genutzten Betraums an. In der Folge erwarb der Minjan am 13. September 1883 ein Grundstück in der Rohrbacherstraße (Ecke Hohewandstraße) und ließ daraufhin die Neunkirchner Synagoge und ein Verwaltungsgebäude für die jüdische Gemeinde errichten. Der Bau wurde in kurzer Bauzeit vollendet und noch 1883 eingeweiht. Aus Kostengründen gab es in Neunkirchen jedoch keinen eigenen Rabbiner. Zunächst wurde die Neunkirchner Synagoge ab 1894 von Wilhelm Reich mitbetreut, der dieses Amt seit 1880 auch in Baden bei Wien innehatte. Er ließ sich später auf Grund seines Alters zudem vom Neunkirchner Gelehrten Schimon Goldstein vertreten. Nach dem Tod Goldsteins 1927 und Reichs 1929 übernahm der Wiener Neustädter Rabbiner Heinrich Weiss bis 1938 die Betreuung der Synagoge.
Die Synagoge in der Rohrbacher Straße war nicht beheizbar, daher nutzte die Gemeinde Mitte der 1930er Jahre in der kalten Jahreszeit einen Raum in einem Hause in der heutigen Peischingerstraße als Betraum.
Nach dem Anschluss und der Machtübernahme der Nationalsozialisten wurde die Synagoge während der Novemberpogrome 1938 geschändet und der Innenraum verwüstet. Im März 1940 wurde die Israelitische Kultusgemeinde Neunkirchen aufgelassen. Bereits zuvor hatte 1938 die Stadtgemeinde Neunkirchen Anspruch auf das Grundstück erhoben, um dort das Stadtmuseum und eine Dienststelle unterzubringen. Der Reichsstatthalter für Niederdonau wies das Grundstück jedoch im Juli 1939 der Ortsgruppe der NSDAP Neunkirchen zu, die dort das Deutsche Jungvolk und ein Magazin für die Ortsverwaltung der Nationalsozialistischen Volkswohlfahrt Neunkirchen Ost und Neunkirchen West unterbrachte. Nach der Auflösung der Kultusgemeinde erfolgte der Verkauf des Anliegens an das Deutsche Reich, welches das Verwaltungsgebäude in eine Zolldienststelle verwandelte. Die Synagoge selbst diente als Lager für jüdische Zwangsarbeiter aus Osteuropa, die in der Synagoge ein Zwischengeschoß einziehen mussten.
Nach dem Krieg war die Synagoge lange Zeit dem Verfall preisgegeben, da die Israelitische Kultusgemeinde Wien als neuer Besitzer keine Geldmittel für den Erhalt der zahlreichen jüdischen Einrichtungen in Niederösterreich aufbringen konnte. Aus Sicherheitsgründen wurden 1984 das Dach und Teile der Mauern abgetragen. Lediglich die Außenmauern wurden in einer Höhe von zwei Metern bestehen gelassen und mit einer Gedenktafel versehen.

## Bauwerk
Die Synagoge Neunkirchen wurde in einem zur damaligen Zeit für Kleinstädte typischen Baustil errichtet. Vorbild für die Neunkirchner Synagoge war dabei die 1860 erbaute Synagoge in Kobersdorf gewesen. Synagogen dieses Typus befanden sich beispielsweise auch in Bamberg, Austerlitz, Leipnik, Damboritz oder Jungbunzlau. Die Neunkirchner Synagoge war als neoromanischer Bau konzipiert, wies auf der Außenfassade jedoch auch Elemente des Rundbogenstils sowie einzelne orientalische Elemente auf. Der Giebel enthielt einen Aufsatz, an dem vermutlich steinerne Gesetzestafeln angebracht waren. Im Grundriss war die Synagoge nicht zur Straßenseite, sondern nach Osten ausgerichtet und wies eine Größe von 9,2 mal 16,4 Metern auf. Der Thoraschrein war an der Ostseite in einer Wandnische des Baus angebracht.
Die Inneneinrichtung kann nur noch anhand von Vergleichen mit ähnlichen Synagogen dieses Baustils rekonstruiert werden. Wahrscheinlich befand sich die Bima vor dem Thoraschrein, davor befanden sich die Sitzreihen, die bis zum Eingang an der Westseite des Gebäudes reichten. An der Westseite befand sich vermutlich auch die Frauenempore, die wahrscheinlich durch einen Eingang an der Nordseite erreichbar war. Der Innenraum selbst war mit einem einfachen Muster geschmückt.
Teile der Kultgegenstände sind auch nach der Vernichtung der jüdischen Gemeinde erhalten geblieben. Die Thorarolle befand sich im Heimatmuseum Neunkirchen und wurde vor einigen Jahren der Kultusgemeinde Baden übergeben. Zudem entgingen drei Thoramäntel, ein Thoravorhang und ein Fragment eines Thoravorhangs der Zerstörung der jüdischen Gemeinde. Sie befinden sich heute im Besitz des Jüdischen Museums der Stadt Wien.